# Nanocar

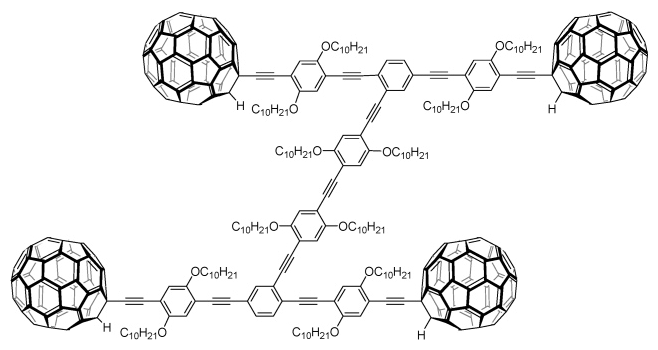
Nanocar

Nanocar — це молекула, розроблена 2005 року в Університеті Райса групою, очолюваною професором Джеймсом Туром. Попри назву, справжній нанокар у дійсності не містить молекулярного двигуна, отже, це не чистий автомобіль. Швидше, його було розроблено, щоби відповісти на питання про те, як фулерени пересуваються металевими поверхнями, зокрема, чи будуть вони котитися, або ковзати (вони котяться).
Молекула складається з H-подібного «шасі» з групами фулеренів, прикріпленими до чотирьох кутів, щоби діяти як колеса.
Якщо молекули розсіяти на поверхні золота, то вони приєднуються до неї через власні групи фулеренів і виявляються за допомогою сканувальної тунельної мікроскопії (STM). Можна визначити їхню орієнтацію, оскільки їх довжина (довжина шасі нанокара) трохи коротша за їхню ширину.
Під час нагрівання поверхні до 200 °C, молекули рухаються вперед і назад, коли вони котяться на своїх фулеренових «колесах». Нанокар може прокотитися, тому що фулеренове колесо встановлено на алкіновій «осі» через вуглець-вуглецевий одинарний зв'язок. Водень на сусідньому вуглеці не є великою перешкодою для вільного обертання. Коли температура досить висока, чотири вуглець-вуглецеві зв'язки обертаються, і автомобіль рухається. Іноді напрямок руху змінюється, коли молекула повертається. Те, що вони котяться, було підтверджено професором Кевіном Келлі, також з університету Райса, коли він потягнув молекулу щупом тунельного мікроскопа.

## Незалежний ранній концептуальний внесок
Концепція нанокара, побудована з молекулярних «tinkertoys», вперше була висунута на п'ятій конференції Foresight з молекулярної нанотехнології (листопад 1997). Згодом розширену версію було опубліковано в Annals of Improbable Research. Ці роботи не могли бути настільки серйозним внеском до фундаментальної дискусії, про межі висхідної дрекслерівської нанотехнології і концептуальні межі того, наскільки далеко можна провести механістичні аналогії Еріка Дрекслера. Важливою особливістю цієї концепції нанокарів, насамперед, було те, що всі молекулярні компонентні тінкерти — були відомі і синтезовані молекули (на жаль, деякі, дуже екзотичні і лише нещодавно виявлені, наприклад, стаффани, а особливо — колесо тривалентного заліза, 1995), на відміну від деяких дрекслерівських алмазоїдних структур, які було лише постульовано і ніколи не було синтезовано; і система приводу, яку було вбудовано у колесо тривалентного заліза та керування нею неоднорідним (залежним від часу), магнітним полем підкладки — концепція «двигун у колесі».
Бернард Ферінга, разом з Жаном-П'єром Соважем та Фрезером Стоддартом, які синтезували нанокар, отримали Нобелівську премію з хімії 2016 року.

## Nanodragster
Nanodragster, який дістав назву найменшого hot roadster (гарячого родстера) у світі, являє собою молекулярний нанокар.

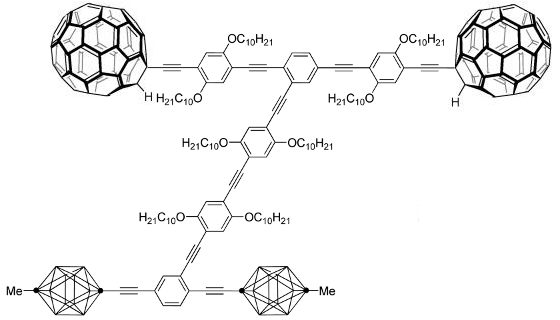
Нанодрагстер

Конструкція покращує попередні нанокарові пристрої і є кроком вперед на шляху до створення молекулярних машин. Назва походить від подібності нанокарів до драгстерів, оскільки у нього коротша вісь з меншими колесами спереду і більша вісь з великими колесами ззаду.
Нанокар було розроблено у науково-технічному інституті ім. Річарда Е. Смоллі в Університеті Райса командою Джеймса Тура, Кевіна Келлі та інших колег, які беруть участь у його дослідженнях. Раніше розроблений нанокар, який був трохи товстіший за нитку ДНК та, приблизно у 20 000 разів тонший від людської волосини, був завтовшки від 3 до 4 нанометрів. Ці нанокари були побудовані з вуглецевими бакіболами для їхніх чотирьох коліс, що вимагало 400 ° F (200 ° C), щоби змусити їх рухатися. З іншого боку, нанокар, який використовував p-карборанові колеса, рухається як на льоду. Такі спостереження привели до виробництва нанокарів, які мали обидва види колеса.
Нанодрагстер у 50 000 разів тонший за людську волосину і має максимальну швидкість 0,014 міліметра на годину. Задні колеса являють собою сферичні молекули фулерену, або бакіболи, що складаються з шістдесяти атомів вуглецю кожен, які притягуються до волокнистої прокладки, що складається з дуже тонкого шару золота. Ця конструкція також, дозволила команді Тура, працювати з пристроєм за нижчих температур.
Нанодрагстер та інші нано-машини, призначено для транспортування предметів. Цю технологію можна використовувати під час виготовлення комп'ютерних схем і електронних компонентів, або у поєднанні з фармацевтичними препаратами всередині людського організму. Тур також, припустив, що знання, отримані у підсумку досліджень нанокарів, допоможуть побудувати ефективні каталітичні системи у майбутньому.

## Електрично-спрямований рух чотириколісної молекули металевою поверхнею
Kudernac та інші, змалювали спеціально розроблену молекулу з чотирма моторизованими «колесами». Шляхом осадження молекул на поверхню міді та забезпечення їх достатньою енергією від електронів сканувального тунельного мікроскопа, вчені змогли просувати деякі молекули у певному напрямку, подібно до автомобіля. Ця молекула стала першою одиничною, здатною продовжувати рух поверхнею, в одному і тому-ж напрямку. Нееластичне тунелювання електронів, індукує конформаційні зміни у роторах і рухає молекулу поверхнею міді. Зміненням напрямку обертання окремих рушійних вузлів, вільно-рухома молекулярна «чотириколісна» структура, може слідувати за випадковими або, переважно, лінійними траєкторіями. Ця будова забезпечує вихідну точку для дослідження більш складних молекулярно-механічних систем, можливо, з повним контролем напрямків їх руху. Цей електроно-донорний нанокар, було побудовано під наглядом хіміка Гронінгенського Університету, Бернара Л. Ферінги, який разом з Жаном-П'єром Соважем і Дж. Фрейзером Стодартом, за їх новаторську роботу над нанодвигунами, 2016 року, був відзначений Нобелівською премією з хімії.

## Моторний нанокар
Нанокар майбутнього, з синтетичним молекулярним двигуном, було розроблено Жан-Франсуа Моріном та іншими. Він оснащений карборановими колесами та легким силіконовим синтетичним молекулярним рушієм. Хоча моторний фрагмент показував односпрямоване обертання у розчині, рух світла на поверхні, ще не спостерігався. Моторику у воді та інших рідинах, також може бути втілено у майбутньому, молекулярним гвинтом.